# 栗田勤
栗田 勤（くりた いそし、安政4年8月9日（1857年9月26日） - 昭和5年（1930年）10月15日）は、明治・大正時代に活動した歴史学者、漢学者。号は晦屋（かいおく）。
常陸国笠間（現・茨城県笠間市）の士族・亀井家（栗田寛の兄）の子として生まれ、後に寛の養子となる。家塾輔仁学舎（かじゅくほじんがくしゃ）に学び、のちその塾頭として教育に尽力した。寛の事業『大日本史』「表」、「志」の編纂・校訂を継いで、明治39年（1906年）にこれを完成させた。昭和3年（1928年）、『大日本史』編纂の功績により勲六等瑞宝章を受章した。墓所は水戸市六地蔵寺。
長男は栗田五百枝（岩手県書記官・学務部長）、次男は栗田健男（海軍中将）、三男は蔭山秋穂（茨城県立図書館長）。
著書に『水戸学本義』『水藩修史事略』など。